# علي أحمد
علي احمد هو اعلامي من الكويت، يطل من خلال شاشة قناة بي إن سبورت العربية والجزيرة الرياضية سابقا، من مواليد 17 أكتوبر 1984، في الكويت، ويعتبر أول مراسل ميداني للقناة في البلاد.

## نشأته
ولد علي احمد يوم السابع عشر من أكتوبر عام 1984 في الكويت، ليكمل الابن الأكبر عقد تشكيل العائلة المصغرة وترعرع في كنف عائلته المعروفة بالالتزام.

### الصحافة المكتوبة
فور الانتهاء من الدراسة الجامعية وبسبب موقعه المميز في الوسط النقابي وخبرته العملية حصل على عرض للانضمام إلى صحيفة الدار الكويتية كمحرر في القسم المحلي، وتغطية الجانب الطلابي والجامعي، وقد نشر العديد من التحقيقات الصحفية والتغطيات أثناء عمله، كما ساهم في تغطية احداث رئيسية في تلك الفترة أبرزها انتخابات مجلس الامة.
وقد ساهمت فترة عمله في الصحافة المكتوبة بتنمية مهاراته في هذا المجال وتعميق الحس الإعلامي لديه، حيث توجه بعدها للعمل التلفزيوني.

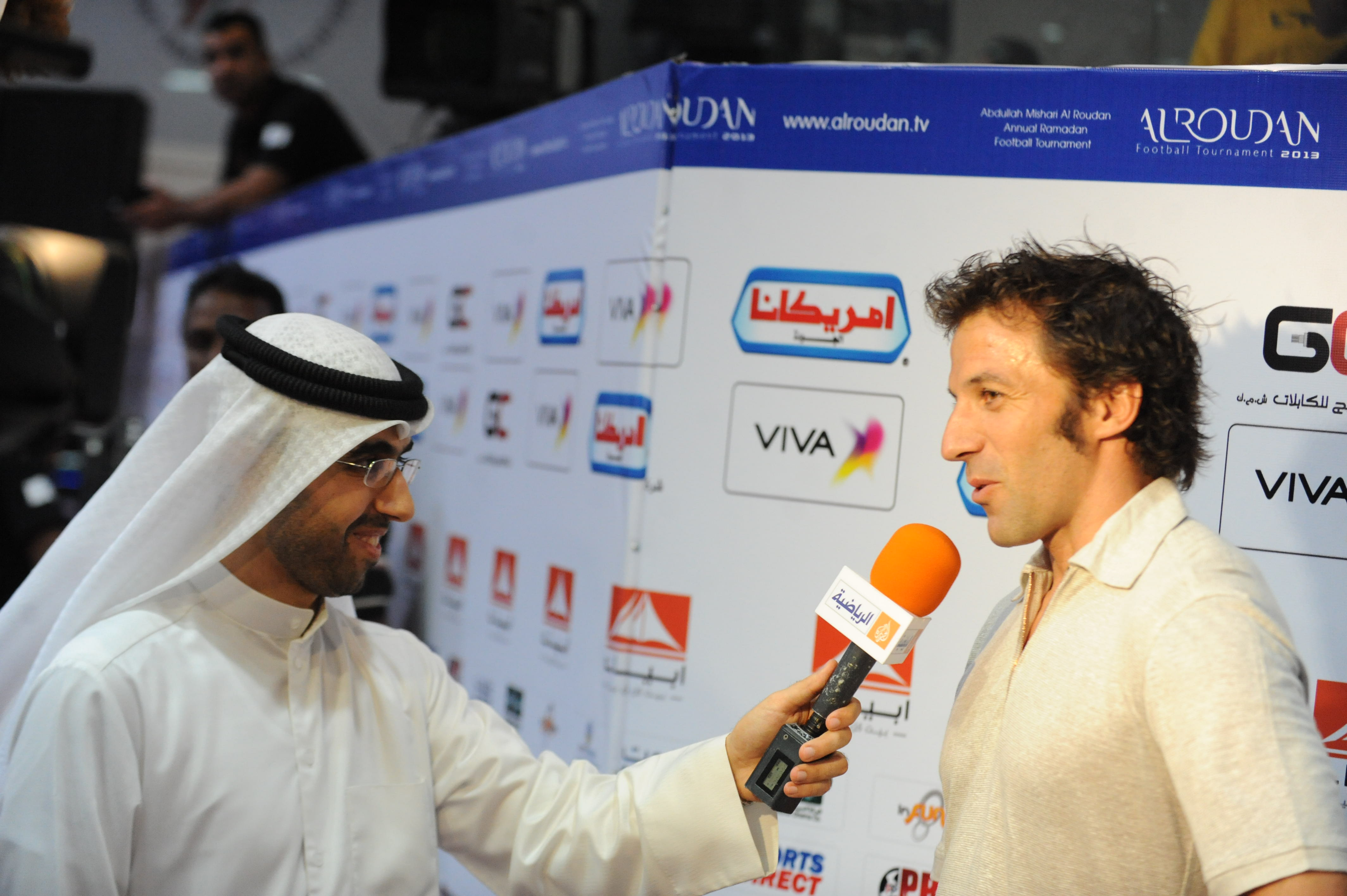
علي احمد مراسل الجزيرة الرياضية يجري لقاء مع ديل بييرو

### العمل التلفزيوني
تزامنا مع عمله في جريدة الدار بدأ علي احمد عمله في قناة الكوت الفضائية كمدير لقسم العلاقات العامة والاعلام، وبعد فترة وجيزه تفرغ بالكامل وانتقل إلى عالم التلفزيون، وبالرغم من تجربته الإعلامية القصيرة زمنياً بين المكتوب والمرئي، لكنها كانت كافية له كي يؤسس في نفسه الرغبة في تحقيق الذات في هذا المجال ولكي يشد انتباه الباحثين عن المواهب والكفاءات، ومن الكويت إلى الدوحة، انتقل علي احمد ليصبح أول مراسل ميداني في الكويت في باقة قنوات الجزيرة، وهي قناة الجزيرة الرياضية التي تحولت في مابعد إلى شبكة قنوات beIN SPORTS.

### قناة بي إن سبورت
نجح علي احمد في قطع شك النقاش التقليدي في شأن أي اعلامي جديد يطل على الشاشة، حول جدارته وحضوره، بفضل ثقته العالية بالنفس وخلفيته التي اكتسبها من تجاربه العملية، ما قاده بسرعة قياسية إلى الشاشة الرياضية الأقوى في العالم العربي، ففي يناير 2010، انتقل للعمل في قناة الجزيرة الرياضية beIN SPORTS حاليا، واعاد اظهار الرياضة الكويتية إلى الشاشة الرياضية الاقوى عربيا بعد أن غابت عنها لفترة طويلة.

## تغطياته
إلى جانب كونه مراسلا ميدانيا في الكويت، الا انه ساهم في تغطية احداث رياضية أخرى خارج الكويت، ومن تغطياته: 
- نهائي كأس أمير الكويت (سنويا)
- نهائي كأس ولي عهد الكويت (سنويا)
- نهائي كأس الاتحاد الآسيوي 2010 في الكويت
- نهائي كأس الاتحاد الآسيوي 2011 في أوزبكستان
- نهائيات كاس آسيا 2011 في الدوحة
- دورة الألعاب العربية في الدوحة 2011
- نهائي كأس الاتحاد الآسيوي 2012 في أربيل العراق
- بطولة غرب آسيا السابعة لكرة القدم 2012 في الكويت
- نهائي كأس الاتحاد الآسيوي 2013 في الكويت
- بطولة كأس الخليج 22 في الرياض 2014
- ايقاف الرياضة الكويتية والصراع الرياضي 2015
- افتتاح استاد جابر الدولي 2015
- نهائيات كأس العالم فيفا قطر 2022
- نهائيات كأس آسيا قطر 2023

أهم الأحداث :

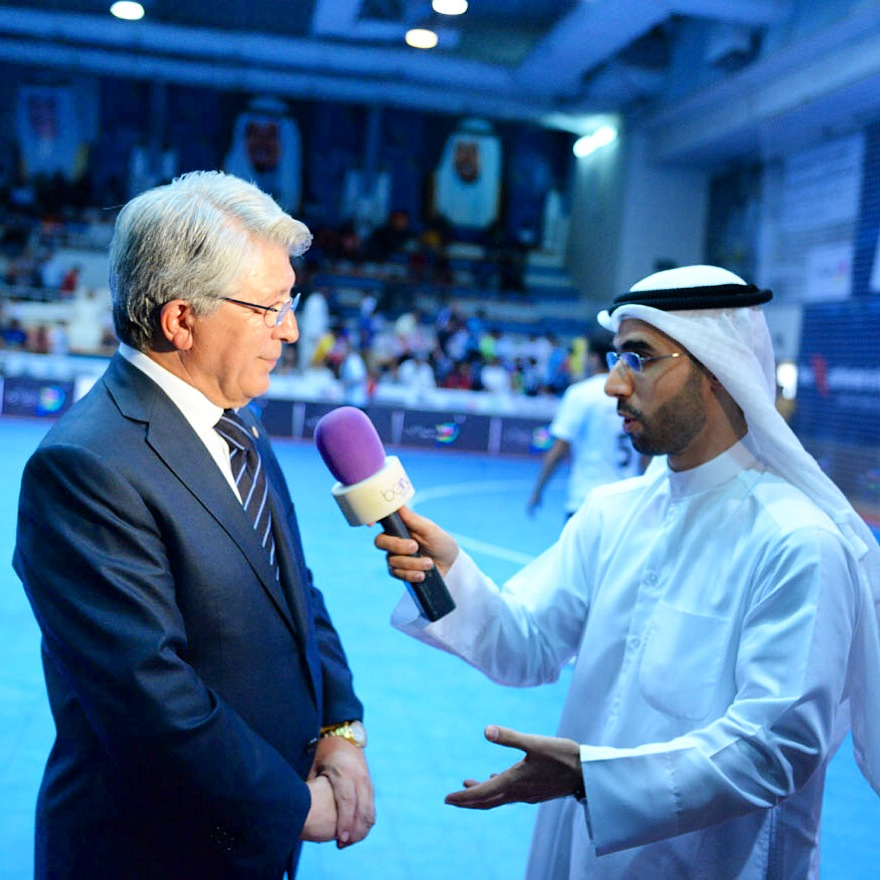
علي احمد مراسل بي ان سبورتس مع انريكي سيريزو رئيس اتلتيكو مدريد الإسباني

- ترشح محمد بن همام لرئاسة الفيفا وزيارته للكويت 2011
- أول بطولة للموتوكروس دولية في الشرق الأوسط 2012
- مسيرة المنتخب الكويتي في تصفيات كأس العالم المؤهلة للبرازيل

أهم المقابلات:

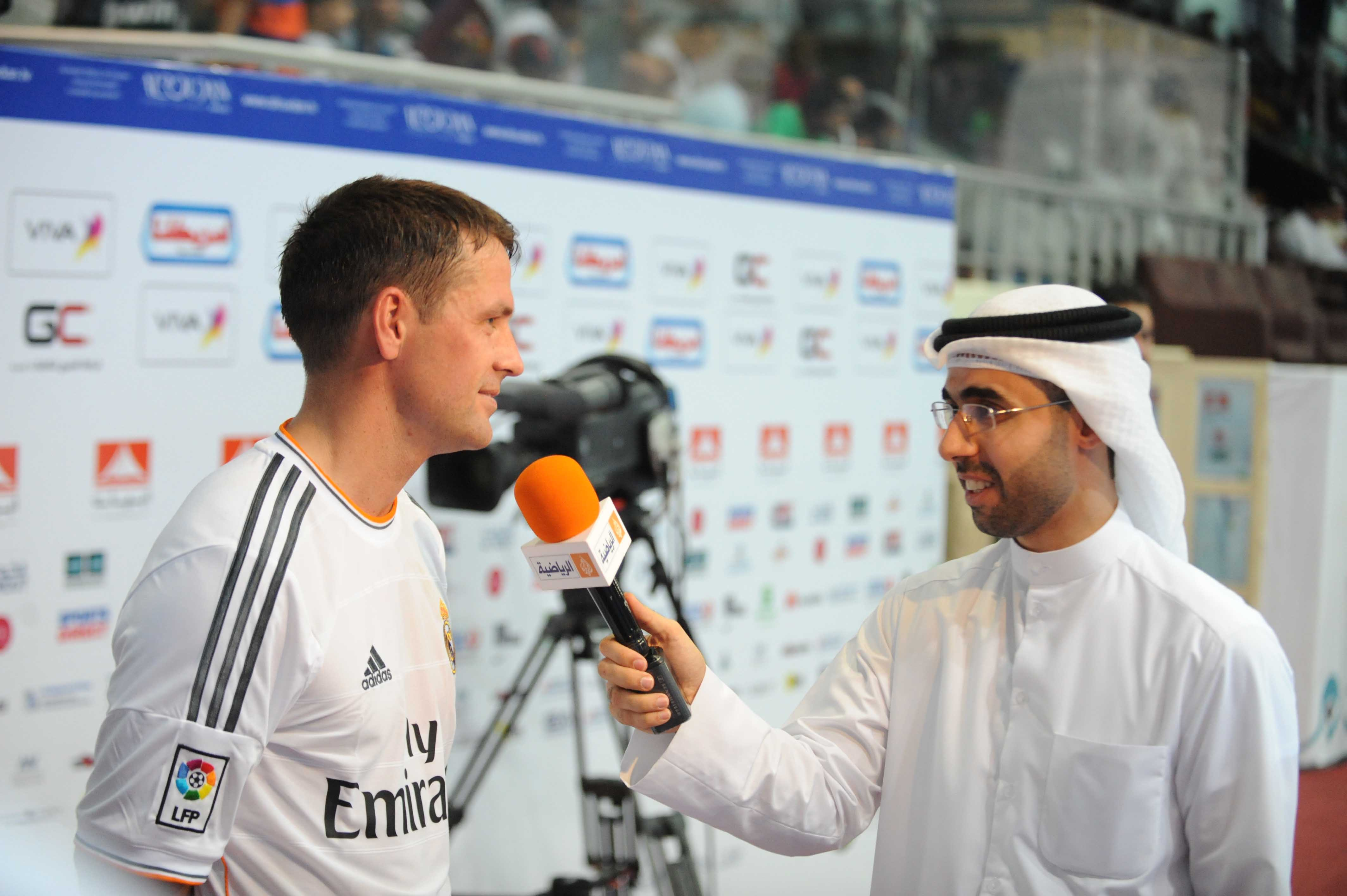
علي احمد مراسل الجزيرة الرياضية يجري لقاء مع مايكل اوين

اجرى علي احمد مقابلات مع نجوم واساطير كرة القدم إضافة إلى مسؤولين وأسماء لامعة في مجال الرياضة مثل:
- البرازيلي رونالدو
- ماسيمو موراتي
- روبرتو كارلوس
- لويس فيغو
- فان دير سار
- أليساندرو ديل بييرو
- مايكل أوين
- نيكولا انيلكا
- ميشيل بلاتيني
- ديكو
- اليساندرو نيستا
- خافير زانيتي
- روبير بيريز
- انريكي سيريزو (رئيس نادي اتلتيكو مدريد الإسباني)

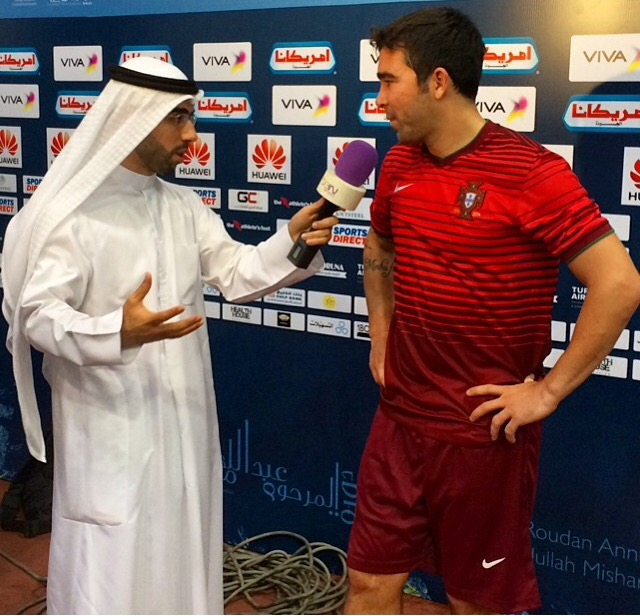
علي احمد مراسل بي ان سبورتس مع النجم البرتغالي ديكو

- الشيخ احمد الفهد الصباح